# Lane Caudell
Lane Caudell (Asheboro - North Carolina, 25 april 1952) is een Amerikaans acteur, songwriter en gitarist.

## Biografie
Onder invloed van de muziek van Elvis Presley en de Everly Brothers ontstond bij Caudell de wens om gitaar te leren spelen. Zijn favoriete nummer is "Jailhouse Rock", dat hij al op achtjarige leeftijd ten gehore bracht. In de loop der tijd leerde hij zichzelf gitaar, piano, basgitaar en drums te bespelen en sloot hij zich tijdens zijn middelbare schoolperiode aan bij diverse muziekbandjes.
Zijn eerste stap in de showbusiness was een optreden in de film "Killers Three" van Dick Clark, die deels in North Carolina werd gefilmd. Toen de filmploeg terugkeerde naar Hollywood, ging Caudell mee.
Hoewel hij aanvankelijk carrière wilde maken in de filmwereld, lukte het niet om door te breken als acteur. Daarop keerde hij terug naar de muziek en vormde hij bands zoals Shady Lane en Skyband (met Steve Kipner). Toch bleef het succes uit, en uiteindelijk concentreerde Caudell zich op het schrijven van liedjes. In die periode ontstond "Come Sunday", dat een hit werd in de uitvoering van The Cats.
Vanwege zijn aantrekkelijke verschijning kreeg hij de kans om in jeugdfilms te spelen, waaronder "Goodbye, Franklin High", en schreef hij ook de muziek voor "Hanging on a Star". Hoewel sommige van deze films niet goed werden ontvangen, was zijn gezicht te zien op televisie in "The Archers: Fugitive of the Empire". Tijdens het seizoen 1982/1983 had hij een rol in dertien afleveringen van de soapserie "Days of our Lives". Hij verscheen tevens in het tijdschrift Soap Opera Digest.
Nadien verdween zijn naam uit het zicht, maar in 2010 dook hij kortstondig op als muziekproducent in Nashville (Tennessee).
Lane Caudell is de vader van acteur Toran Caudell.

## Discografie

### Albums
- 1978: Hanging on a star
- 1979: Midnight hunter

### Singles
- 1972: Let our love ride
- 1973: Should I care
- 1976: Alabama boy
- 1978: Those eyes
- 1979: Love, hit and run
- 1986: Better man than me

## Filmografie
- 1977: Satan’s Cheerleaders
- 1978: Goodbye, Franklin High
- 1978: Hanging on a star
- 1979: Good Ol’ Boys
- 1980: Battles: The Murder That Wouldn’t Die
- 1981: The Archer: Fugitive from the Empire
- 1982/1983: rol van Woody King in Days of Our Lives

- Gemeinsame Normdatei: 1011661632
- International Standard Name Identifier: 0000 0001 1935 2389
- Library of Congress Control Number: n94104145
- Virtual International Authority File: 61755741